# Tiếng Phù Dư
Ngôn ngữ của Phù Dư Quốc rất thưa thớt; tuy nhiên, theo nguồn Trung Quốc nó dễ hiểu với ngôn ngữ Cao Câu Ly ở phía Nam.